# ルワンダ移送計画
ルワンダ移送計画（ルワンダいそうけいかく、英語: Rwanda asylum plan）は、イギリスの保守党のジョンソン内閣及びスナク内閣によって進められた不法移民対策であり、イギリスへの亡命希望者をルワンダに強制移送する計画であった。しかし2024年のイギリス総選挙での政権交代で成立した労働党のスターマー内閣が廃止を発表したため、実行されることはなかった。

## 背景

### ルワンダ政府による難民保護
ルワンダは周辺諸国からの難民を受け入れていることで知られている。1994年に発生したルワンダ虐殺で200万人の難民を生み出した歴史をもつことから、ルワンダ政府報道官は難民受け入れについて「ルワンダ人なら誰でも、自分や、あるいは家族が難民になって土地を追われた経験があります。だからこそこの問題に深く共感しています」と述べている。
しかし過去には、イスラエルへの難民申請者を同国がルワンダに移送した際、ルワンダ政府が国外退去を求めた事態も発生している。
また、ルワンダでは大統領ポール・カガメのもとで人権抑圧が続いている。国外から政府を批判する人物を追いかけ時には殺害していると国際人権団体から指摘されている。

### イギリスへの亡命希望者と難民受け入れ
ドーバー海峡をボートで渡りイギリスに入国した人は2022年には4万5000人を超えており、同年のイギリスへの難民申請者は8万9000人以上となっている。

## 経緯
この政策は2022年4月14日、保守党ジョンソン政権により発表された。「密航ビジネスを撲滅する」と述べ、またイギリスに不法入国する人々の多くが独身男性に偏っていることから彼らが窮迫した難民ではないとアピールした。協定を結んだルワンダは亡命希望者を受け入れる代わりにイギリスから1億2000万ポンドの投資などを受けることになっていた。
6月14日にはルワンダへの移送便第1号が出発する予定だったが、当日に欧州人権裁判所が移送を差し止める仮処分決定を発表し中止された。前日の13日にイギリス控訴院は、「公共の利益」を推進する政策に適うとして航空便出発を許可し、最高裁への上告も認めない判断を出していた。保守党の一部議員は欧州人権裁の判断に強硬姿勢を見せ、主権侵害だとして欧州人権裁からの脱退を要求した。

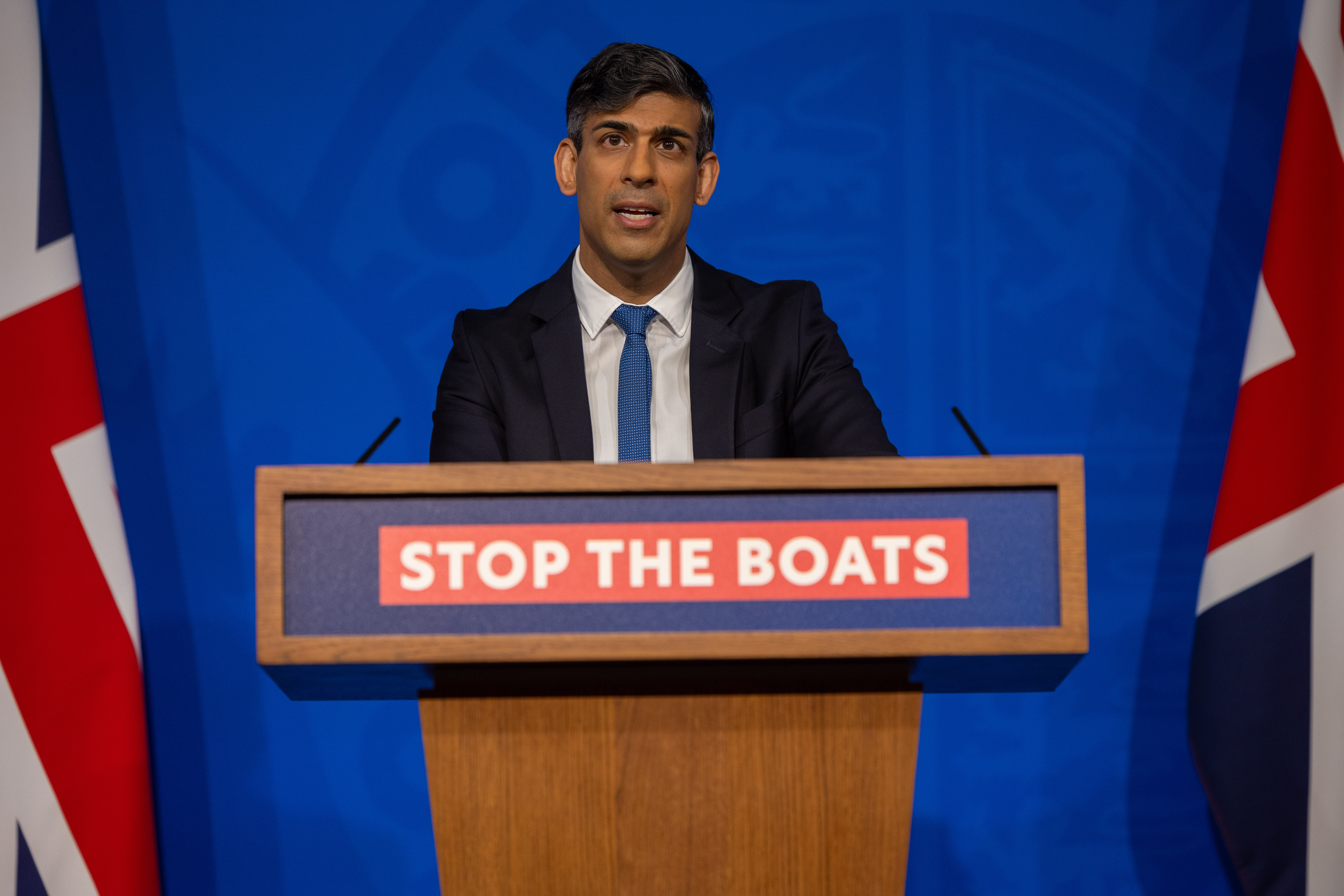
移送計画について述べる首相スナク、2024年4月22日。

2023年11月、英最高裁判所は移送された人々がルワンダからそれぞれの出身国に強制送還されるおそれがあるとして違法との判決を下した。これを受けてスナク内閣はルワンダと移送者が出身国に送還されることがないと保証するための新条約をルワンダと結ぶとともに、移送計画が1998年人権法の適用外であるし、ルワンダが安全な国であると明示する緊急のルワンダの安全法案を提出した。2024年4月22日、英議会上院でこの法案が下院に続き可決され、首相スナクは同年7月ごろには始める意向を示した。また、4月末から亡命申請中の不法入国者の拘束を始めていた。保守党政権下の内務省は、この拘束人数を公表していなかったが、BBCの取材によってその人数が220人に上っていたことがわかった。
2024年7月4日、イギリス総選挙で保守党が敗北し、労働党スターマー内閣が成立した。スターマーは6日の初閣議後、首相として初となる記者会見を行いルワンダ移送計画について廃止を宣言した。不法移民対策としては「国境警備司令部」を設立し国境警備や密航ビジネスの摘発を強化することも明らかにしている。またルワンダ政府報道官は、イギリスとの協定に払い戻しに関する条項が含まれていないとして、これまでに受け取った2億4000万ポンドを払い戻さない方針を述べた。

## 反応

### イギリス国内
世論調査会社ユーガブによるルワンダ移送計画発表直後の緊急調査では、ルワンダ移送計画への賛成は35％、反対は42％だった。移送計画発表時最大野党であった労働党、野党自由民主党やスコットランド国民党が計画を批判した。また160ほどの慈善団体や活動団体が廃案を求める共同の公開書簡を発表し、イギリス国教会の最高指導者ジャスティン・ウェルビーは「神の本質とは逆のものだ」と述べた。

### 国際連合
ルワンダの安全法が可決されたことを受けて、難民支援や人権保護に取り組む2つの国連機関のトップが「難民や人権の保護に有害な影響を与える」とする共同声明を発表した。難民高等弁務官フィリッポ・グランディは、この法案が難民条約に違反するとして批判した。

### アイルランド
イギリスの隣国アイルランドは、イギリスへの亡命希望者が自国に流入することを懸念し反発した。北アイルランド経由の不法移民をイギリスに送還できる法律を整備すると発表している。